# Antoni Escudé i Galí
Antoni Escudé i Galí (14 d'agost de 1895 - Terrassa, Vallès Occidental, 10 d'agost de 1989) va ser un industrial, jugador i pioner en portar l'hoquei a Terrassa. Antoni fou el cinquè fill d'en Josep Escudé i Vicens i na Josefa Galí i Coll, ambdós terrassencs. Molts dels seus descendents han seguit lligats a l'hoquei i han estat esportistes d'elit.